# 翁贝托·萨巴
翁贝托·萨巴（義大利語：Umberto Saba，1883年3月9日—1957年8月26日），本名Umberto Poli，意大利语诗人。
出生于的里雅斯特。母亲为犹太人。二战时四处躲藏，逃避迫害。毕生受精神疾病之苦，擅长于抒情、简朴的自传诗。